# 根特·瓦赫特绍泽
根特·瓦赫特绍泽（1938年—）是一位德国化学家和专利代理人，提出了回答生命起源问题的铁硫世界学说（iron-sulfur world theory）。